# Bhagavata-purana

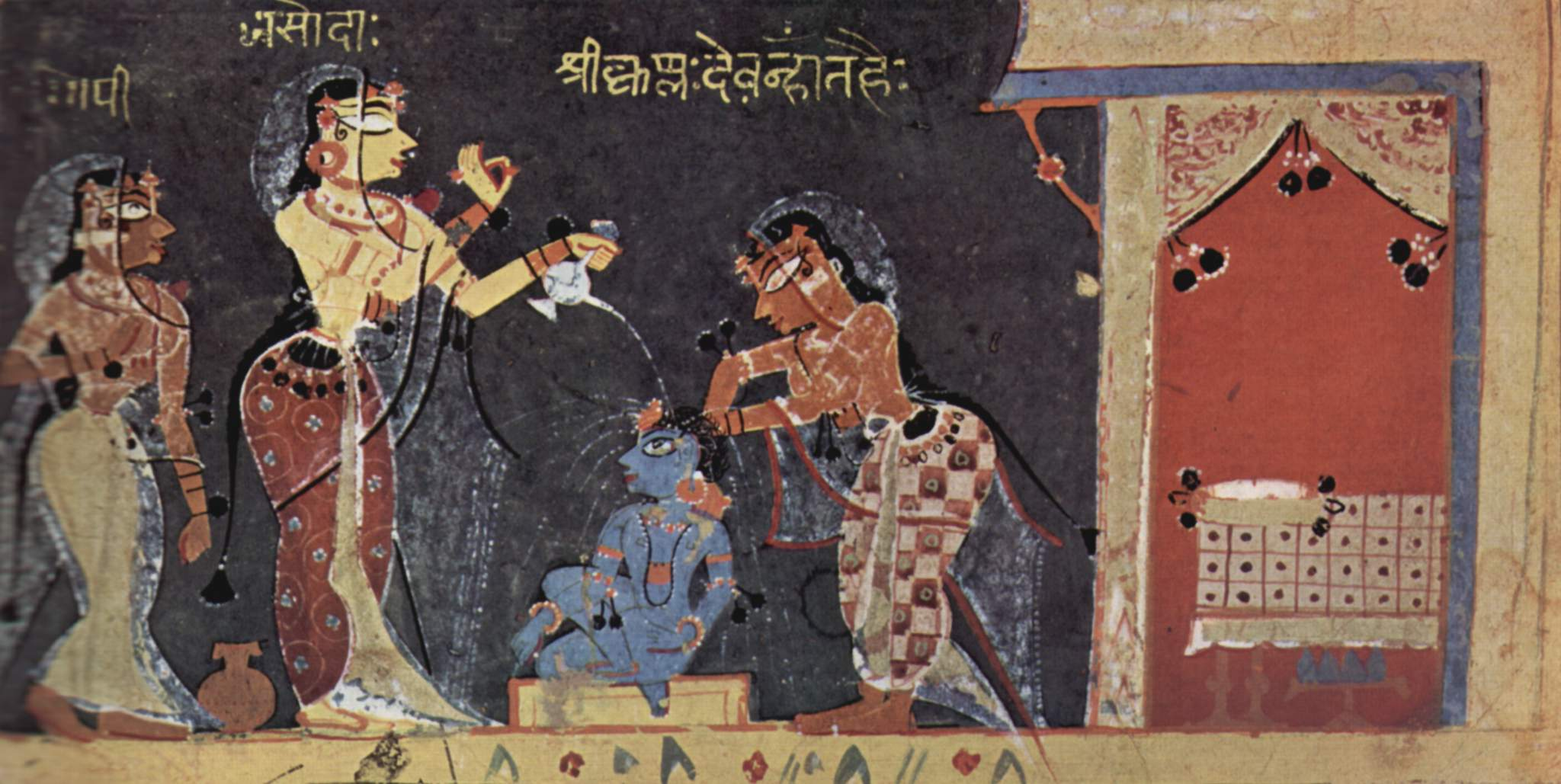
La madre Yaśodā bañando al niño Kṛṣṇa. Ilustración de un manuscrito del Bhāgavata-purāṇa del año 1500 aprox.

El Bhāgavata-purāṇa es uno de los principales Purāṇas (una colección de decenas de textos religiosos del hinduismo), cuyo famoso décimo khaṇḍa (libro) ―entre doce― se dedica a presentar las leyendas de la vida del dios pastor Kṛṣṇa, a quien una tradición considera el máximo avatar de Viṣṇu.

## Nombre y etimología

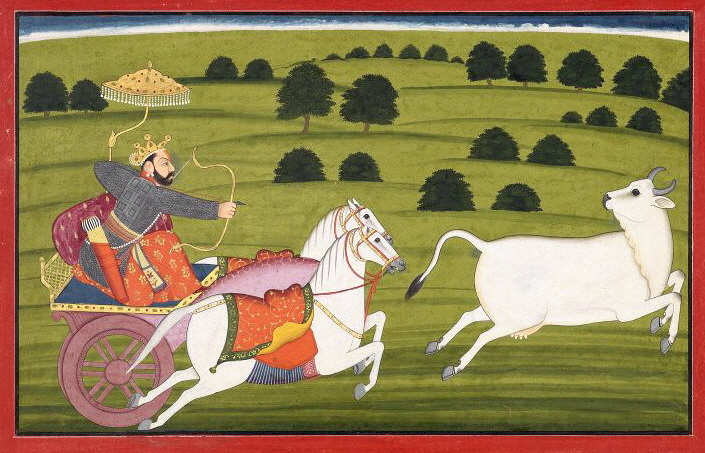
Ilustración de un episodio del Bhagavata-purana (4.17), en el que el rey Prithu (avatar de Visnú) ―para acabar con el hambre en su reino― persigue a Prithuí (la diosa de la Tierra), que para protegerse adoptó la forma de una vaca.

Este libro se conoce con varios nombres:
- Sri-bhagavata
- Bhágavatam o
- Srimad Bhágavatam

Nombre más común
- bhāgavatapurāṇa, en el sistema AITS (alfabeto internacional para la transliteración del sánscrito).[2]
- भागवतपुराण, en escritura devanagari del sánscrito.[2]
- Pronunciación:
  - /bJagaváta purána/[2] o bien
  - /bJágavat purán/ en varios idiomas modernos de la India (como el bengalí, el hindí, el maratí o el palí).
- Etimología: ‘las historias de Krisna’,
  - bhāgavata: ‘lo que se relaciona con Bhágavat’.[2]
    - bhágavat (‘el que posee riquezas’) es un nombre de Krisna o de Visnú, siendo bhaga: ‘riqueza’ y van: ‘poseedor’.[2]
    - Según el Visnú-smriti, el Visnú-sutra y el Vaisnava-dharma-sastra, el término sánscrito bhágavat significa también ‘como una vulva’ (siendo bhaga: ‘vulva’, y ‘perineo masculino’, la zona entre el ano y el escroto).[2]

  - purāṇa: ‘lo antiguo’, historias, leyendas.[2]

## Origen y datación
Los estudiosos señalan que los Puranas son textos dinámicos, que a menudo citan material más antiguo y fueron sometidos sistemáticamente a interpolaciones posteriores.
No tendría sentido entonces definir una fecha específica para un Purana porque en su transmisión y adaptación han estado involucrados generaciones de narradores.
El propio Bhagavata-purana puede haber estado basado en un prototipo más viejo, y cualquier intento de datarlo se refiere al momento en que el texto alcanzó su «forma básica final».
El consenso académico sostiene que el texto fue completado a más tardar en torno al año 1000 de nuestra era, cuando aparece una primera mención en un texto de Abhinavagupta (950-1020) ―que copia una frase, mencionando la fuente― y poco después lo menciona Al Biruni (973-1048). Las sugerencias más antiguas de este Purana son la composición del Visnú-purana y el Jari-vamsa, y el movimiento bhakti visnuista en el sur de la India, que limitarían su composición a después del 500 de nuestra era.
La mayoría de los escritores lo ubican en el período posterior a los Alvar (que no muestran haberlo conocido), alrededor del año 1000.
Algunos estudiosos han estimado las siguientes fechas (presentadas aquí en orden cronológico):
| Año estimado    | Autor y publicación                                                                                               | Año de publicación |
| --------------- | --- | ------------------ |
| 1200-1000 a. C. | S. D. Gyani (Date of the Puranas, NIA 5, pág. 132)                                                                | 1943               |
| 900 a 800 a. C. | Ramnarayan Vyas, en Bhāgavata-purana, pág. 34-35                                                                  | 1974               |
| 200 a 300       | V. R. Ramachandra Dikshitar (1896-1953), en The Purana index, pág. 55: 1.xxix                                     | 1951               |
| 300 a 400       | Ganesh Vasudeo Tagare, en Bhāgavata, pág. 1.xxxiv-xxxvii                                                          | 1978               |
| 400 a 500       | B. N. Krishnamurti Sharma, en Bhāgavata-purana, págs. 190-218                                                     | 1933               |
| 400 a 500       | Dra. T. S. Rukmani (1932-), en Bhāgavata-purana, pág. 12-14                                                       | 1970               |
| 500 a 550       | R. C. Hazra (1905-1982)                                                                                           | 1938               |
| 500 a 600       | Bimanbehari Majumdar (n. 1900 aprox.), en Bhāgavata-purana, pág. 384                                              | 1961               |
| 500 a 600       | N. Ranganatha Sharma (1916-2014), en Bhāgavata-purana                                                             | 1978               |
| 550 a 600       | Ray (Bhāgavata-purana, pág. 79)                                                                                   | 1935               |
| 750             | Gail (Bhāgavata-purana, pág. 16)                                                                                  | 1969               |
| 800 a 850       | Nilakanta Sastri (1892-1975) (Bhāgavata-purana, pág. 139)                                                         | 1941               |
| 800 a 900       | Kane (Bhāgavata-purana, pág. 899)                                                                                 | 1962               |
| 800 a 900       | Pargiter (Bhāgavata-purana, pág. 80)                                                                              | 1922               |
| 800 a 900       | Walter Elliot (1803-1887), en Bhāgavata-purana, introducción                                                      | 1921               |
| 800 a 1000      | Daniel H. H. Ingalls (1916-1999), en Milton Singer (ed.): Krishna: Myths, Rites and Attitudes, prefacio, pág. vi) | 1966               |
| 850 a 900       | T. Hopkins (en Singer, pág. 6)                                                                                    | 1966               |
| 850 a 1000      | R. K. Mukerjee (Lord of the Autumn Moons. Bombay: APH, pág. 65-66)                                                | 1957               |
| 900             | Bhaktivinoda Thakura (1838-1914), en el Sri Krisna-samhita (introducción)                                         | 1880               |
| 900             | John Nicol Farquhar (An outline of the religious literature of India, pág. 233)                                   | 1920               |
| 900             | Sarvepalli Radhakrishnan (1888-1975), en Indian philosophy, pág. 2667                                             |                    |
| 900             | Wendy Doniger O'Flaherty (Bhāgavata-purana)                                                                       | 1974               |
| 950             | Sharma (en Morgan, pág. 38)                                                                                       | 1953               |
| 950             | Nilakanta Shastri (History of South India, pág. 342).                                                             |                    |
| 900 a 1000      | Vaidya (Bhāgavata-purana)                                                                                         | 1925               |
| 900 a 1000      | Moris Winternitz (1863-1937), pág. 556                                                                            | 1925               |
| 900 a 1000      | Moris Winternitz (1863-1937), pág. 487                                                                            | 1963               |
| 1000            | Surendranath Dasgupta (1887-1952)                                                                                 | 1949               |
| 1000            | R. G. Bhandarkar (1837-1925), pág. 49                                                                             | 1913               |
| 1200 a 1300     | Henry Thomas Colebrooke (1765-1837)                                                                               |                    |
| 1200 a 1300     | Horace Wilson (1786-1860)                                                                                         |                    |
| 1200 a 1300     | Eugène Burnouf (1801-1852)                                                                                        |                    |
| 1200 a 1300     | Christian Lassen (1800-1876)                                                                                      |                    |
| 1200 a 1300     | Arthur Macdonell (1854-1930)                                                                                      |                    |

Como es usual en los Puranas, el Bhagavata-purana fue escrito en un estilo arcaizante (sánscrito parecido al clásico, de la época de Panini).
El mismo Bhagavata-purana presume de tener orígenes primordiales, aunque reconoce que desde entonces ha sido editado por manos humanas y divinas.
El texto mismo y la tradición hinduista atribuye su autoría a Viasa, quien también es reconocido como el escriba de los cuatro Vedas y todos los demás Puranas.
El Bhagavata-purana contiene alguna referencia aparente a los Alvar (santos del sur de India) y hace un vaticinio post factum (profecía escrita después de los hechos) acerca de la propagación del culto a Visnú en el país tamil (el sur de India)
El Bhagavata-purana no «profetiza» nada posterior al siglo XII, por lo que no puede haber sido escrito más tarde.
Estos hechos, junto con su énfasis sobre el bhakti emocional dirigido a Krisna y sobre la refutación de la doctrina aduaita (no dual, que pregona que Dios y las almas no son dos entidades diferentes) de Shankara Acharia (788-821), llevó a muchos escritores a remontar sus orígenes al Sur de India, y al siglo IX o X.
Sin embargo, J. A. B. van Buitenen (1928-1979, profesor de Indología en la Universidad de Chicago) señala que los teólogos visnuistas Iamuna Acharia (siglo X-XI) y Ramanuya Acharia (1077-1157) no mencionan al Bhagavat-purana en sus numerosos comentarios a todos los textos hinduistas que hablan del bhakti (devoción a Visnú o Krisna). Será necesario explicar esta anomalía antes de poder definir claramente la datación.

## Contenido
El tema principal del texto es la bhakti (devoción) dirigida a Krisna, al que presenta como el dios que engloba a todos los demás dioses, incluido Visnú, Brahmá y Siva.
Las primeras secciones contienen fantásticas leyendas de devotos de Visnú y de sus diferentes avatares (encarnaciones).
La sección más conocida del Bhagavata-purana es el décimo canto, donde se habla del nacimiento y los pasatiempos de Krisna en la aldea de Vrindavan.
Según el propio texto, todas estas historias fueron contadas en siete días por el joven sabio vaisnava Shukadeva al rey Paríkshit. Ambos son personajes que aparecieron por primera vez en el antiguo texto Majábharata (siglo III a. C.).

## Importancia
sarva-vedānta-sāraṁ hi
śrī-bhāgavatam īṣyate
tad-rasāmṛta-tṛptasya
nānyatra syād ratiḥ kvacit
‘La esencia de toda la doctrina vedanta este Bhāgavatam se considera. Ese sabor nectáreo, si se prueba, ninguna otra atracción se volverá a sentir’.
Los gaudía vaisnavas (krisnaístas, o ‘visnuistas de Bengala’) utilizan el Bhágavat-purana como fuente textual y lo consideran un comentario «natural» del Vedanta-sutra y el más conocido de los Puranas.

## Comentarios
- el Tantra-bhagavata (c. 1200), producido por la escuela Pañcha-ratra, el comentario exegético más antiguo conocido en la actualidad
- el Mukta-phala y el Jari-lilamrita de Vopadeva (el escritor que se sospecha que puede haber escrito gran parte del texto original del Bhagavata-purana
- el Bhagavata-tat-paria-nirnaia, de Madhwacharia (1238-1317)
- el Sri-dharíiam, de Sridhara Swami (fl. 1400)
- el Janumad-bhashia
- el Vasana-bhashia
- el Sambandha-uki
- el Vidwat-kamadhenu
- el Tattwa-dípika
- el Paramajamsa-príia y
- el Suka-jridaia
- el Pada-ratnavali, de Viyaia Dhwaya
- el Bhágavata-chándrika, compuesto por los discípulos de Ramanuya Acharia (1077-1157) ―quien no parece haber conocido el Bhagavata-purana― y editado Vira Rághava
- el Subodhini, de Vallabha Acharia (1479-1531)
- el Bhakti-ratnavali, de Visnú Puri ―que posiblemente nació poco antes que el santón Chaitania (1486-1533)―
- el Bhakti-ratnavali, de Madhavadeva (f. 1596), posiblemente basado en el texto de Visnú Puri.

Entre los comentarios de los krisnaístas se encuentran
- el Krama-sandarbha de Yiva Gosuami (1513-1598).
- el Sarartha-darsini de Vishvanatha Chakravarti
- el Dípika-dipani de Radharamana
- el Gaudíia-bhashia de Bhaktisiddhanta Saraswati (1874-1937).